# Gakeen - Magnetico robot
Gakeen - Magnetico robot (マグネロボ ガ・キーン?, Magune Robo Ga・Kīn) è un anime televisivo di genere mecha, ideato da Shinobu Urakawa e Tomoyoshi Katsumada, prodotto dalla Toei Animation nel 1976 per un totale di 39 episodi.
In Italia vennero trasmessi i primi 26 episodi su reti TV private - la prima fu Telenova - a partire dal novembre 1980. I successivi sono stati doppiati da Yamato Video e pubblicati in VHS prima e DVD poi, con il titolo Gakeen - Magnetico robot. Recentemente, nel 2005, la serie è stata trasmessa su Italia Teen Television. In Italia l'anime è conosciuto con diversi nomi; oltre a quello dell'edizione Yamato Video, la prima edizione televisiva riportava il titolo Cackeen il robot magnetico, mentre il 45 giri dei Mini Robots, autori della sigla italiana, riportava Gackeen il magnetico robot.
Il nome Ga・Kin è un nome onomatopeico. Di fatti, "gakin!" è una espressione vocale usata spesso nei fumetti manga, ma anche a voce, per indicare il suono di due pezzi, ad esempio di metallo, che entrano in contatto o che si agganciano. Da cui appunto, il nome originale del robot.

## Trama
Circa 200.000 anni fa la Terra subì un principio d'invasione da parte degli Azariti, popolo extraterrestre con progetti di conquista e dominio. Tuttavia, essi non riuscirono a concretizzare i loro piani, mentre i terrestri formavano le prime comunità e riuscivano a sopravvivere alla vita preistorica. Rimasero però sul pianeta alcuni superstiti degli Azariti, che si rifugiarono nelle profondità marine.
Ai giorni nostri anni 70 la razza aliena, guidata dal capitano Brain, torna per impadronirsi della Terra, servendosi di un'avanzata tecnologia e di giganteschi mostri, ibridi sintetizzati a metà fra animali e vegetali e con parti meccaniche di sostegno. Dopo aver esposto inutilmente ai governi del pianeta la minaccia degli Azariti e rimasto inascoltato, il professore giapponese Kazuki affida il compito di salvare il pianeta al giovane Takeru, esperto di karate, ed alla propria figlia Mai, entrambi dotati del potere dato dal magnetismo. I due, unendosi, diventano il robot magnetico Gakeen che combatterà il popolo invasore.
Il meccanismo che sta alla base dell'assemblaggio del Gakeen presenta parecchie analogie con la serie di Jeeg (buona parte del cast tecnico è il medesimo), in quanto anche in questo caso i protagonisti si trasformano in una parte del robot, formato da componenti forniti dall'esterno. Per cui, più che di un robot, si può parlare di un androide con una forte componente umana.

## Personaggi

### Gli eroi
- Takeru Houjou 北条 猛 (Houjou Takeru)

Esperto di karate in eterno conflitto col padre Toho, a sua volta campione di arti marziali. Orfano di madre durante un incidente in cui venne colpito assieme a lei da un fulmine - la donna morì sul colpo mentre lui ottenne straordinari poteri -, Takeru lasciò da adolescente la casa paterna per le angherie subite dal genitore e promettendosi, una volta diventato adulto, di batterlo in combattimento. Grazie alla potente resistenza all'elettricità donatagli dalla scarica, Takeru è l'Uomo Magnete Plus, reclutato dal professor Kazuki per diventare, unito a Mai, Gakeen. Un tipo solitario e individualista.
- Mai Kazuki 花月 舞 (Kazuki Mai)

Figlia del dottor Kazuki, sacrificò la sua gioventù per collaborare alla ricerca scientifica del padre. Per la salvezza dell'umanità, si sottopose ad incredibili esperimenti per poter diventare l'Uomo Magnete Minus, la controparte femminile di Takeru nella formazione dell'invincibile Gakeen. Mai guida inoltre la navetta Spirito Angelico con cui si aggancia al robot Mighty.
- Dottor Mamoru Kazuki 花月 守 (Kazuki Mamoru)

Vedovo, dopo aver compiuto numerosi esperimenti sull'uomo magnetico - inoltre anche sul corpo della figlia Mai - riuscì, facendola unire a Takeru, a creare Gakeen. Scopritore della minaccia degli Azariti, venne deriso dagli altri colleghi del mondo scientifico e politico, ma riuscì comunque a mettere lo stesso assieme una squadra con l'intento di combatterli.
- Hitoshi

Membro della squadra del dottor Kazuki. Altruista e generoso, è il pilota del jet Delivery. Alto e allampanato, rappresenta l'alter ego complementare di Takeru.
- Futoshi

Anch'esso pilota del Delivery e controparte di Hitoshi. Grande e grosso con i capelli ricci, caratterialmente si trova spesso in contrasto con Takeru (di cui non sopporta l'atteggiamento).
- Tensai

Addetto alla parte meccanica della squadra di Kazuki. Un giovane di bassa statura con gli occhialini, è l'elemento più intellettuale del gruppo.
- Ushio, Mine e Hoshi

Assistenti del dott. Kazuki sul ponte di comando della "Divina Libertà".

### I nemici
- Imperatore della Stella Azar

Compare solo attraverso uno schermo della base azarita per rimproverare i suoi subordinati a causa dei continui fallimenti subiti nella lotta contro Gakeen.
- Comandante Brain

Capo supremo delle flotte azarite d'attacco. La sua peculiarità è l'enorme cervello che possiede e a cui deve il nome.
- Staffy e Kokrow

Ufficiali maschile e femminile dell'esercito nemico; si trovano spesso ad essere in competizione per conquistarsi la stima e la fiducia di Brain.
- Radar Robot:

Ministro responsabile dei servizi segreti.
- Ombra

Comandante al servizio di Radar Robot.

### Altri personaggi
- Kotoe

Sorella minore affezionata e premurosa di Takeru; soffre del dissidio che il padre e il fratello hanno tra di loro.

## Mecha

### Mecha degli eroi
- La Divina libertà

Un'enorme nave di 62.000 tonnellate in grado di volare. Ospita anche il centro di difesa terrestre di Kazuki, ed è da essa che vengono lanciati i componenti per formare Gakeen. Dispone inoltre di armi come l'onda magnetica (una barriera energetica di difesa), di raggi ultravioletti, catene magnetiche in grado di sollevare qualsiasi peso e di una potente onda d'urto.
- Delivery

Aereo pilotato da Hitoshi, Futoshi e Tensai, utilizzato per coadiuvare Gakeen nelle operazioni di combattimento.
- Plyzer e Mighty

I due mini-robot pilotati da Takeru e Mai, azionati dall'amplificatore magnetico che ognuno di loro ha al polso. I due prendono il comando dei rispettivi robot grazie agli "Spiriti angelici", ovvero la motocicletta volante di Takeru e la navicella di Mai.
- Gakeen

Imponente robot di 50 metri per 70 tonnellate, ha dalla sua parte diverse armi: il piede tagliente, un'enorme lama che fuoriesce dal piede del robot; l'uragano atomico, sparato dalla bocca; gli artigli d'acciaio sul dorso delle mani che possono anche essere lanciate (come pugni Gakeen); l'attacco della grande ruota, il quale fuoriesce dalle ginocchia di Gakeen; raggi lanciati dalle fessure nelle gambe del robot;
- Variant

Carro armato ed arma finale di Gakeen, può essere comandato dal robot tramite il richiamo magnetico. Esso è dotato di efficaci cingoli e di ali supersoniche che permettono di squarciare a distanza il nemico.

## Episodi
Di seguito sono riportati i titoli dei 39 episodi di Gakeen. I primi 26 furono trasmessi in Italia nei primi anni '80, i restanti vennero reintegrati da Yamato Video nell'edizione home video con un nuovo doppiaggio.
| Nº | Titolo italiano Giapponese 「Kanji」 - Rōmaji | In onda           | In onda |
| Nº | Titolo italiano Giapponese 「Kanji」 - Rōmaji | Giapponese        |         |
| 1  | L'invincibile Gakeen 「無敵の王者ガ・キーン！」 - muteki no ōja ga. kin! | 5 settembre 1976  |         |
| 1  | Il dottor Kabuki denuncia strani ed inquietanti incidenti verificatisi in tutto il mondo, ma viene dileggiato dai colleghi e dai membri delle Nazioni Unite i quali non credono che ciò sia opera del popolo alieno degli Azariti; trovatosi da solo ad affrontare la minaccia, chiede aiuto al giovane Takeru, l'uomo magnetico, il quale però si dimostra inizialmente ben poco propenso a partecipare attivamente al lavoro di squadra dello scienziato e dei suoi assistenti: finisce persino col prendersi a pugni con Hitoshi. Ma quando ben due mostri attaccano da punti differenti la città e il porto il ragazzo si convince a dare il proprio contributo; unendosi con Mai viene a formare la "parte vivente" di un essere possente e combinatosi con i componenti lanciati dalla base produce Gakeen. |                   |         |
| 2  | Takeru, distruggi il mostro 「燃えろ猛!!合成獣を打ち砕け!!」 - moe ro takeshi!! gōsei kemono wo uchi kudake!! | 12 settembre 1976 |         |
| 2  | Takeru, abbandonata la base navale del dottor Kabuki, si dirige verso casa per salutare la cara sorella Kotoe e - ancora una volta - davanti a lei dimostra tutto il risentimento che prova nei confronti del padre reputato insensibile; nel frattempo Mai si trova a perlustrare i fondali marini in cerca di anomalie e così s'imbatte in un mostro sintetico. La ragazza inizialmente si trova in difficoltà ed avrebbe la peggio se Takeru, risoltosi ad aiutare una volta per tutte Kabuki, giunge in soccorso appena la "Divina Libertà" s'appresta a lasciare il molo: assieme sconfiggono l'avversario. |                   |         |
| 3  | Plus + Minus = Zero! 「心にきざめ!!プラス・マイナス・ゼロ」 - kokoro nikizame!! purasu. mainasu. zero | 19 settembre 1976 |         |
| 3  | Takeru, sempre egoisticamente ritroso a collaborare con i compagni, accetta una sfida lanciatagli da Futoshi e lascia senza permesso la base. In questa maniera le spie di Brain pedinandolo riescono ad individuare il luogo di lancio dei componenti del Gakeen; dopo aver battuto nella lotta l'avversario, il giovane eroe si lancia in aiuto di Mai contro i mostri nemici, anche sfruttando la competizione tra i generali avversari. |                   |         |
| 4  | L'attacco della grande ruota! 「見たか!!大車輪アタック」 - mita ka!! daisharin atakku | 26 settembre 1976 |         |
| 5  | La chiave del successo 「勝利のきめては団結くずしだ!!」 - shōri nokimeteha danketsu kuzushida!! | 3 ottobre 1976    |         |
| 6  | La Croce del coraggio 「舞が叫んだ闘志のスイート・クロス」 - mai ga saken da tōshi no suito. kurosu | 10 ottobre 1976   |         |
| 7  | Esplosione nello spazio 「移動要塞（ゴッドフリーダム）宇宙の果てに大爆発!?」 - idō yōsai (goddofuridamu) uchū no hate ni daibakuhatsu!? | 17 ottobre 1976   |         |
| 8  | Le parole del padre 「父が教えた心と技」 - chichi ga oshie ta kokoro to waza | 24 ottobre 1976   |         |
| 9  | Amore fraterno 「真赤に燃えろ兄妹愛」 - makka ni moe ro kyōdai ai | 31 ottobre 1976   |         |
| 10 | Combattimento al Polo Sud 「南極の死闘デリバリー号」 - nankyoku no shitō deribari gō | 7 novembre 1976   |         |
| 11 | La prima sconfitta 「ガ・キーンはじめての敗北!?」 - ga. kin hajimeteno haiboku!? | 14 novembre 1976  |         |
| 12 | Il nemico senza volto 「顔のない好敵手」 - kao nonai kōtekishu | 21 novembre 1976  |         |
| 13 | Il giorno del ringraziamento 「狙われた感謝デー」 - nerawa reta kansha de | 28 novembre 1976  |         |
| 14 | Takeru, esegui gli ordini! 「猛！試練を乗り越えろ!!」 - takeshi! shiren wo norikoe ro!! | 5 dicembre 1976   |         |
| 15 | Assalto alle petroliere 「恐怖の連続タンカー襲撃!!」 - kyōfu no renzoku tanka shūgeki!! | 12 dicembre 1976  |         |
| 16 | Amici inaspettati 「ピンチを救った意外な仲間」 - pinchi wo sukutta igai na nakama | 19 dicembre 1976  |         |
| 17 | L'equilibrio della mente 「怒りの大回転アタック」 - ikari no daikaiten atakku | 26 dicembre 1976  |         |
| 18 | Brutte notizie, Hurricania 「くたばれタイフーンギャング」 - kutabare taifungyangu | 9 gennaio 1977    |         |
| 19 | Rivincite nella tempesta 「嵐の中のリターン・マッチ！」 - arashi no nakano ritan. macchi! | 16 gennaio 1977   |         |
| 20 | Grande scontro! Tempo: 25 secondi! 「9.5秒にかけた攻防!!」 - 9.5 byō nikaketa kōbō!! | 23 gennaio 1977   |         |
| 21 | Operazione: Inondazione Tokio 「東京大洪水作戦」 - tōkyōdai kōzui sakusen | 30 gennaio 1977   |         |
| 22 | Il coraggioso e il codardo 「実戦!!逃げだした優等生」 - jissen!! nige dashita yūtōsei | 6 febbraio 1977   |         |
| 23 | Insieme, amici! 「友よ今こそ手を結べ!!」 - tomo yo ima koso te wo musube!! | 13 febbraio 1977  |         |
| 24 | A 10.000 metri 「深海地獄一万メートル!!」 - shinkai jigoku ichiman metoru!! | 20 febbraio 1977  |         |
| 25 | Il fuciliere innamorato 「愛と涙の弾丸」 - ai to namida no dangan | 27 febbraio 1977  |         |
| 26 | Una nuova arma 「新兵器カッター・フラッグ登場!!」 - shinheiki katta. furaggu tōjō!! | 6 marzo 1977      |         |
| 27 | Uno strano veicolo al salvataggio della nuova arma 「新兵器を助けた珍兵器!!」 - shinheiki wo tasuke ta chin heiki!! | 13 marzo 1977     |         |
| 28 | Risultato ribaltato: gli invincibili nunchaku!! 「大逆転!!必殺ヌンチャク」 - daigyakuten!! hissatsu nunchaku | 20 marzo 1977     |         |
| 29 | Potenza scavatrice. La nuova arma 「始動開始!!シャベルパワー!!」 - shidō kaishi!! shaberupawa!! | 27 marzo 1977     |         |
| 30 | Gakeen contro Gakeen 「ガ・キーン対ガ・キーンの決闘」 - ga. kin tsui ga. kin no kettō | 3 aprile 1977     |         |
| 31 | Gli uomini magnete sostitutivi 「驚異のマグネマンダミー!!」 - kyōi no magunemandami!! | 10 aprile 1977    |         |
| 32 | L'invincibile carro armato corazzato Gakeen 「無敵!!ガ・キーン重戦車!!」 - muteki!! ga. kin jū sensha!! | 24 aprile 1977    |         |
| 33 | Volate, ali supersoniche 「飛べ!!マッハウイング!!」 - tobe!! mahhauingu!! | 8 maggio 1977     |         |
| 34 | Gathern, capitano delle forze speciali 「特別攻撃隊長ギャザーン」 - tokubetsu kōgekitai chō gyazan | 15 maggio 1977    |         |
| 35 | Il potenziamento del carro armato corazzato 「重戦車大改造計画!!」 - jū sensha daikaizōkeikaku!! | 22 maggio 1977    |         |
| 36 | Il carro armato Variant solca i cieli 「大空にかけるバリアントアンカー号」 - oozora nikakeru bariantoanka gō | 29 maggio 1977    |         |
| 37 | Il terrificante attacco batteriologico 「恐怖の病原菌作戦!!」 - kyōfu no byōgenkin sakusen!! | 12 giugno 1977    |         |
| 38 | Due cuori che ardono insieme 「二人の心が一つに燃えた」 - futari no kokoro ga hitotsu ni moe ta | 19 giugno 1977    |         |
| 39 | La battaglia finale di Gakeen 「ガ・キーン最後の出撃!!」 - ga. kin saigo no shutsugeki!! | 26 giugno 1977    |         |

## Le sigle
La sigla originale giapponese, Tatakae! Gakeen (たたかえ！ガ・キーン), con musica di Chūmei Watanabe e testo di Shinobu Urakawa, venne eseguita da Ichirō Mizuki, Mitsuko Horie e Koorogi '73. In Italia l'anime fu accompagnato da Gackeen il magnetico robot di Vito Tommaso, eseguito dai Mini Robots - tra cui c'era anche Agostino Marangolo, batterista dei Goblin.